# Landiona
Landiona là một đô thị ở tỉnh Novara ở vùng Piedmont của Ý, tọa lạc cách 70 km về phía đông bắc của Torino và khoảng 15 km về phía tây bắc của Novara. Tại thời điểm ngày 31 tháng 12 năm 2004, đô thị này có dân số 600 người và diện tích là 7,3 km².
Landiona giáp các đô thị: Arborio, Mandello Vitta, Sillavengo, và Vicolungo.